# UEFAチャンピオンズリーグ 2013-14 決勝
UEFAチャンピオンズリーグ 2013-14 決勝は、UEFAチャンピオンズリーグ 2013-14の決勝戦であり、59回目のUEFAチャンピオンズリーグの決勝戦である。2014年5月24日にポルトガル・リスボンのエスタディオ・ダ・ルスで行われ、レアル・マドリードが12年ぶり10回目の優勝を果たした。

## 概要

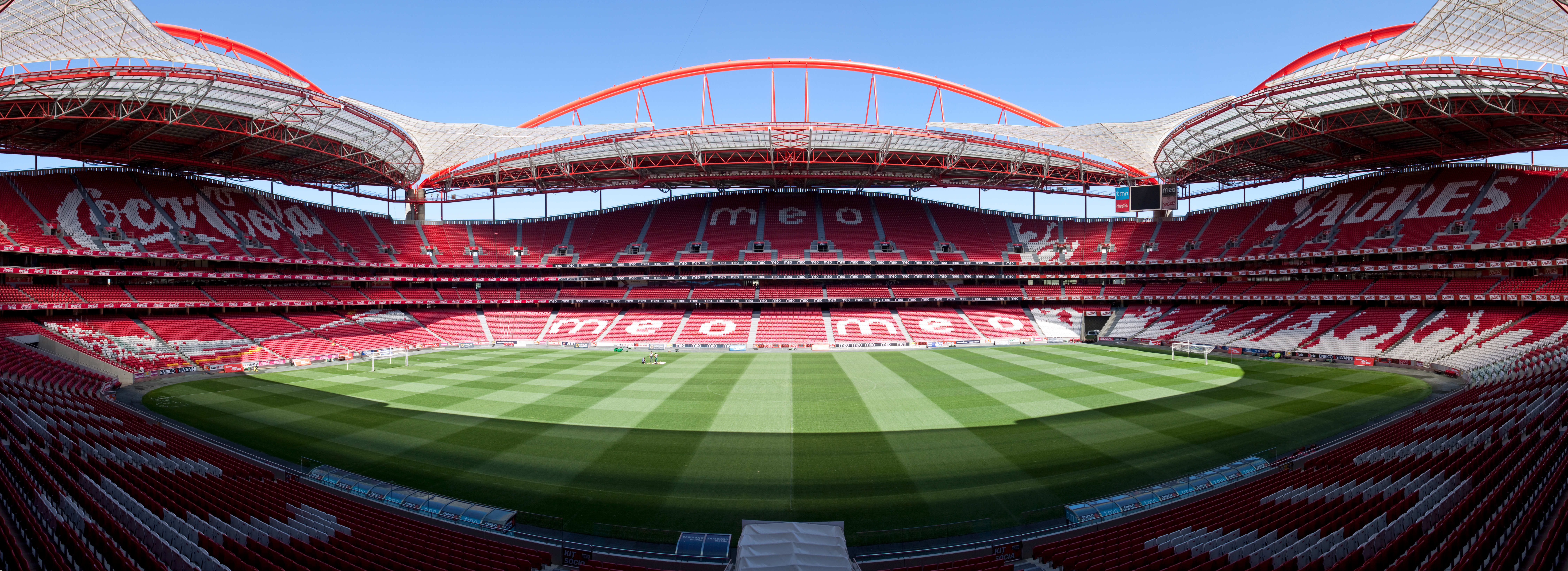
決勝戦の舞台となったエスタディオ・ダ・ルス

決勝戦はリーガ・エスパニョーラに所属する2つのサッカークラブ、レアル・マドリードとアトレティコ・マドリードのマドリードダービーが行われ、UEFAチャンピオンズリーグの決勝戦の歴史において初めて同じ街を本拠地とするチーム同士で戦われた決勝戦となった。レアル・マドリードがアトレティコ・マドリードを4-1で下し、12年ぶり10回目の優勝（デシマ）を果たした。

## 試合前
UEFAチャンピオンズリーグ及びその前身であるUEFAチャンピオンズカップの歴史を通して初めて、同じ街を本拠地とするチーム同士による決勝戦となった。また、決勝戦が同じサッカー協会に所属するクラブ同士の対戦となるのは2000年（スペイン）、2003年（イタリア）、2008年（イングランド）、2013年に続いて5回目であった。
レアル・マドリードはUEFAチャンピオンズカップ時代を含め、史上最多の13回目のUEFAチャンピオンズリーグの決勝戦出場となった。そのうち、1955-56シーズン～1959-60シーズンにUEFAチャンピオンズカップを5連覇、1965-66シーズンにも同大会で優勝を経験したほか、UEFAチャンピオンズリーグとなった後には1998年、2000年、2002年に優勝を経験していた。
その他、レアル・マドリードが準優勝したのは1962年、1964年、1981年の3つのシーズンであった。
一方、アトレティコ・マドリードにとって今回は2回目のチャンピオンズリーグ決勝戦であり、1回目の1974年の決勝戦ではバイエルン・ミュンヘンに再試合の末敗れていた。

### 試合会場
決勝戦の会場となったリスボンのエスタディオ・ダ・ルスは、SLベンフィカのホームスタジアムである。エスタディオ・ダ・ルスでの決勝戦開催は2011年6月16日に決定された。エスタディオ・ダ・ルスでUEFAチャンピオンズリーグ決勝戦が行われるのは初めてのことであったが、同時にポルトガルのスタジアムがUEFAチャンピオンズリーグ決勝戦の会場となったのも今回が初めてであった。

### アンバサダー
チャンピオンズリーグで1回優勝を達成している元サッカーポルトガル代表のルイス・フィーゴが決勝戦の公式アンバサダーに任命された。

### チケット販売
チケットは2014年3月21日から4月4日まで一般販売された。チケットの販売価格は以下のとおり。
| カテゴリー                 | 販売価格  |
| -------------------------- | --------- |
| カテゴリー1                | 390ユーロ |
| カテゴリー2                | 280ユーロ |
| カテゴリー3                | 160ユーロ |
| カテゴリー4 (車椅子用)     | 70ユーロ  |
| カテゴリー2 (ファミリー用) | 140ユーロ |

### 関連イベント
UEFAチャンピオンズ・フェスティバルが2014年5月6日から25日まで、リスボンの市庁舎に程近いパソス・ド・コンセーリョで開催された。
また、UEFA女子チャンピオンズリーグ 2013-14の決勝戦は2014年5月22日に、リスボンのエスタディオ・ド・レステロで行われ、女子ブンデスリーガに所属するヴォルフスブルクが優勝し、UEFA女子チャンピオンズリーグにおいて連覇を達成した3チーム目のチームとなった。

## 決勝戦までの道のり
註: 以下のすべての結果は、決勝戦進出2クラブの得点を前に表示している。
| チーム             | 試 | 勝 | 分 | 敗 | 得 | 失 | 差  | 点 |
| ------------------ | -- | -- | -- | -- | -- | -- | --- | -- |
| レアル・マドリード | 6  | 5  | 1  | 0  | 20 | 5  | +15 | 16 |
| ガラタサライ       | 6  | 2  | 1  | 3  | 8  | 14 | −6  | 7  |
| ユヴェントス       | 6  | 1  | 3  | 2  | 9  | 9  | 0   | 6  |
| コペンハーゲン     | 6  | 1  | 1  | 4  | 4  | 13 | −9  | 4  |

| チーム                   | 試 | 勝 | 分 | 敗 | 得 | 失 | 差  | 点 |
| ------------------------ | -- | -- | -- | -- | -- | -- | --- | -- |
| アトレティコ・マドリード | 6  | 5  | 1  | 0  | 15 | 3  | +12 | 16 |
| ゼニト                   | 6  | 1  | 3  | 2  | 5  | 9  | −4  | 6  |
| ポルト                   | 6  | 1  | 2  | 3  | 4  | 7  | −3  | 5  |
| アウストリア・ウィーン   | 6  | 1  | 2  | 3  | 5  | 10 | −5  | 5  |

## 試合

### 出場選手
レアル・マドリードのシャビ・アロンソはイエローカードの累積により決勝戦への出場停止処分が決定していた。また、右膝の靭帯を断裂したヘセ・ロドリゲスが欠場する一方、脹脛を負傷して出場が危ぶまれていたセンターバックのペペは出場が可能となった。アトレティコ・マドリード側は、直前に右ハムストリングを負傷していたジエゴ・コスタが出場可能となった一方、腰の骨盤を痛めていたサイドハーフのアルダ・トゥランを欠くこととなった。

### 概要
| 2014年5月24日 19:45 WEST |

| レアル・マドリード                                                  | 4 – 1 (延長) | アトレティコ・マドリード |
| ラモス 90+3分 · ベイル 110分 · マルセロ 118分 · ロナウド 120分 (PK) | レポート     | ゴディン 36分            |

| エスタディオ・ダ・ルス, リスボン 観客数: 60,976人 主審: ビョルン・カイペルス |

| R.マドリード | アトレティコ |

| GK                       | 1  | イケル・カシージャス (c)   |         |      |
| RB                       | 15 | ダニ・カルバハル           |         |      |
| CB                       | 4  | セルヒオ・ラモス           | 27分    |      |
| CB                       | 2  | ラファエル・ヴァラン       | 120+3分 |      |
| LB                       | 5  | ファビオ・コエントラン     |         | 59分 |
| DM                       | 6  | サミ・ケディラ             | 45+1分  | 59分 |
| CM                       | 19 | ルカ・モドリッチ           |         |      |
| CM                       | 22 | アンヘル・ディ・マリア     |         |      |
| RW                       | 11 | ガレス・ベイル             |         |      |
| CF                       | 9  | カリム・ベンゼマ           |         | 79分 |
| LW                       | 7  | クリスティアーノ・ロナウド | 120+1分 |      |
| 控え                     |    |                            |         |      |
| GK                       | 25 | ディエゴ・ロペス           |         |      |
| DF                       | 3  | ペペ                       |         |      |
| DF                       | 12 | マルセロ                   | 118分   | 59分 |
| DF                       | 17 | アルバロ・アルベロア       |         |      |
| MF                       | 23 | イスコ                     |         | 59分 |
| MF                       | 24 | アシエル・イジャラメンディ |         |      |
| FW                       | 21 | アルバロ・モラタ           |         | 79分 |
| 監督                     |    |                            |         |      |
| カルロ・アンチェロッティ |    |                            |         |      |

| GK                 | 13                 | ティボ・クルトゥワ           |                    |         |
| RB                 | 20                 | フアンフラン                 | 74分               |         |
| CB                 | 2                  | ディエゴ・ゴディン           | 120分              |         |
| CB                 | 23                 | ミランダ                     | 53分               |         |
| LB                 | 3                  | フィリペ・ルイス             |                    | 83分    |
| DM                 | 5                  | チアゴ・メンデス             |                    |         |
| DM                 | 14                 | ガビ (c)                     | 100分              |         |
| RW                 | 8                  | ラウール・ガルシア           | 27分               | 66分    |
| LW                 | 6                  | コケ                         | 86分               |         |
| CF                 | 9                  | ダビド・ビジャ               | 72分               |         |
| CF                 | 19                 | ディエゴ・コスタ             |                    | 9分     |
| 控え               |                    |                              |                    |         |
| GK                 | 1                  | ダニエル・アランスビア       |                    |         |
| DF                 | 12                 | トビー・アルデルヴァイレルト |                    | 83分    |
| MF                 | 4                  | マリオ・スアレス             |                    |         |
| MF                 | 11                 | クリスティアン・ロドリゲス   |                    |         |
| MF                 | 24                 | ホセ・ソサ                   |                    | 66分    |
| MF                 | 26                 | ジエゴ                       |                    |         |
| FW                 | 7                  | アドリアン・ロペス           |                    | 9分     |
| 監督               |                    |                              |                    |         |
| ディエゴ・シメオネ | ディエゴ・シメオネ | ディエゴ・シメオネ           | ディエゴ・シメオネ | 120+3分 |

| UEFA選出マン・オブ・ザ・マッチ アンヘル・ディ・マリア (レアル・マドリード) ファン選出マン・オブ・ザ・マッチ セルヒオ・ラモス (レアル・マドリード) 副審: サンデル・ファン・ルーケル エルビン・ゼインストラ 第4審判: ジュネイト・チャクル 追加副審: ポル・ファン・ブーケル リシャール・リースフェルト | 試合ルール - 試合時間は90分。 - 90分終了後同点の場合、30分の延長戦が行われる。 - 120分終了後同点の場合、PK戦で勝敗が決定される。 - 控えは7名。 - 最大3人まで交代可能。 |

### 試合展開
前半
9分に、怪我の状態が心配されていたジエゴ・コスタがアドリアン・ロペスと交代となった。その後も双方チャンスが少なく、27分にクリスティアーノ・ロナウドが放った直接FKがこの試合初の枠内シュートとなった。32分にはチアゴ・メンデスの横パスを奪ったガレス・ベイルがペナルティーエリア内まで持ち込んでシュートを打つも枠の左に外れた。36分、アトレティコの右コーナーキックからのクロスボールは一旦跳ね返されるものの、フアンフランがヘディングでゴール前に入れ直すと、このボールにディエゴ・ゴディンが頭で合わせ、ループ気味となったボールが飛び出したGKカシージャスの頭上を越えてゴールイン、アトレティコが先制した。その後は動きがなく前半終了、アトレティコが1-0とリードして折り返した。
後半
両チーム交代はなく後半へ。54分、ロナウドが直接FKを狙うがGKティボ・クルトゥワがセーブした。レアルは59分、マルセロ、イスコを同時投入、やや疲れの見え始めたアトレティコを前に徐々に攻勢を強めていった。67分にはイスコにシュートチャンスが訪れるが、シュートは枠の左に外れ、73分のロナウドの落としたボールからのベイルの左足でのシュート、78分のDFを振り切ったベイルがエリア内から放ったシュートはどちらもわずかに枠の右に外れた。84分には左サイドからアンヘル・ディ・マリアのグラウンダーのクロスがゴール前を通過していくなど、得点には至らない。アトレティコは83分にフェリペ・ルイスが足を攣ってトビー・アルデルヴェイレルトと交代するなど疲労を隠せなかった。93分、レアルはモドリッチの右CKにセルヒオ・ラモスがヘディングで合わせると、ボールはクルトゥワの右手をかすめてゴールが決まり、レアルが追いついた。試合は1-1で延長戦に入る。
延長戦
110分、左サイドでボールをもらったディ・マリアが単独で中央へ仕掛けていく。3人に囲まれていたが鋭いカットインからダブルタッチを決めて突破に成功すると、そのままエリア内に侵入し、GKクルトゥワと1対1になりシュートを放つ。このシュートはクルトゥワが左足で弾くも、そのこぼれ球をベイルが頭で押し込み勝ち越した。その後118分、マルセロがドリブルで持ち込んでいき、そのままシュートを放ち、レアルに3点目が決まった。さらに120分にはエリア内でロナウドがゴディンに倒されPKを獲得し、これをロナウド自ら決めたところで試合終了。レアル・マドリードが4-1で勝利し大会通算10度目の優勝「ラ・デシマ」を達成した。

### チーム別データ
|                | レアル・ マドリード | アトレティコ・ マドリード |
| -------------- | ------------------- | ------------------------- |
| 得点           | 0                   | 1                         |
| シュート       | 3                   | 4                         |
| 枠内シュート   | 2                   | 2                         |
| GKセーブ       | 0                   | 2                         |
| ボール支配率   | 57%                 | 43%                       |
| コーナーキック | 2                   | 3                         |
| ファール       | 8                   | 10                        |
| オフサイド     | 0                   | 2                         |
| イエローカード | 2                   | 1                         |
| レッドカード   | 0                   | 0                         |

|                | レアル・ マドリード | アトレティコ・ マドリード |
| -------------- | ------------------- | ------------------------- |
| 得点           | 1                   | 0                         |
| シュート       | 10                  | 3                         |
| 枠内シュート   | 3                   | 2                         |
| GKセーブ       | 1                   | 1                         |
| ボール支配率   | 61%                 | 39%                       |
| コーナーキック | 5                   | 5                         |
| ファール       | 6                   | 11                        |
| オフサイド     | 0                   | 2                         |
| イエローカード | 0                   | 4                         |
| レッドカード   | 0                   | 0                         |

|                | レアル・ マドリード | アトレティコ・ マドリード |
| -------------- | ------------------- | ------------------------- |
| 得点           | 3                   | 0                         |
| シュート       | 8                   | 3                         |
| 枠内シュート   | 7                   | 2                         |
| GKセーブ       | 2                   | 3                         |
| ボール支配率   | 65%                 | 35%                       |
| コーナーキック | 2                   | 1                         |
| ファール       | 5                   | 6                         |
| オフサイド     | 0                   | 0                         |
| イエローカード | 3                   | 2                         |
| レッドカード   | 0                   | 0                         |

|                | レアル・ マドリード | アトレティコ・ マドリード |
| -------------- | ------------------- | ------------------------- |
| 得点           | 4                   | 1                         |
| シュート       | 21                  | 10                        |
| 枠内シュート   | 12                  | 6                         |
| GKセーブ       | 3                   | 6                         |
| ボール支配率   | 60%                 | 40%                       |
| コーナーキック | 9                   | 9                         |
| ファール       | 19                  | 27                        |
| オフサイド     | 0                   | 4                         |
| イエローカード | 5                   | 7                         |
| レッドカード   | 0                   | 0                         |

### 選手別データ
| 選手名           | 得点 | アシスト | 枠内シュート | 枠外シュート | オフサイド | ファール | 被ファール | イエローカード | レッドカード |
| ---------------- | ---- | -------- | ------------ | ------------ | ---------- | -------- | ---------- | -------------- | ------------ |
| カシージャス     | 0    | 0        | 0            | 0            | 0          | 0        | 1          | 0              | 0            |
| カルバハル       | 0    | 0        | 0            | 0            | 0          | 2        | 3          | 0              | 0            |
| セルヒオ・ラモス | 1    | 0        | 1            | 0            | 0          | 2        | 1          | 1              | 0            |
| ヴァラン         | 0    | 0        | 1            | 0            | 0          | 1        | 3          | 1              | 0            |
| コエントラン     | 0    | 0        | 0            | 0            | 0          | 2        | 0          | 0              | 0            |
| ケディラ         | 0    | 0        | 0            | 0            | 0          | 1        | 2          | 1              | 0            |
| モドリッチ       | 0    | 1        | 2            | 0            | 0          | 1        | 4          | 0              | 0            |
| ディ・マリア     | 0    | 0        | 2            | 0            | 0          | 0        | 4          | 0              | 0            |
| ベイル           | 1    | 0        | 1            | 3            | 0          | 3        | 3          | 0              | 0            |
| ベンゼマ         | 0    | 0        | 0            | 0            | 0          | 2        | 0          | 0              | 0            |
| ロナウド         | 1    | 0        | 4            | 5            | 0          | 0        | 3          | 1              | 0            |
| ディエゴ・ロペス | 0    | 0        | 0            | 0            | 0          | 0        | 0          | 0              | 0            |
| ペペ             | 0    | 0        | 0            | 0            | 0          | 0        | 0          | 0              | 0            |
| マルセロ         | 1    | 0        | 1            | 0            | 0          | 0        | 1          | 1              | 0            |
| アルベロア       | 0    | 0        | 0            | 0            | 0          | 0        | 0          | 0              | 0            |
| イスコ           | 0    | 0        | 0            | 0            | 0          | 0        | 0          | 0              | 0            |
| シャヒン         | 0    | 0        | 0            | 1            | 0          | 0        | 0          | 0              | 0            |
| モラタ           | 0    | 0        | 0            | 0            | 0          | 5        | 0          | 0              | 0            |

| 選手名                     | 得点 | アシスト | 枠内シュート | 枠外シュート | オフサイド | ファール | 被ファール | イエローカード | レッドカード |
| -------------------------- | ---- | -------- | ------------ | ------------ | ---------- | -------- | ---------- | -------------- | ------------ |
| クルトワ                   | 0    | 0        | 0            | 0            | 0          | 0        | 0          | 0              | 0            |
| フアンフラン               | 0    | 0        | 0            | 0            | 0          | 2        | 0          | 1              | 0            |
| ゴディン                   | 1    | 0        | 3            | 0            | 0          | 1        | 2          | 1              | 0            |
| ミランダ                   | 0    | 0        | 0            | 0            | 1          | 2        | 0          | 1              | 0            |
| フィリペ・ルイス           | 0    | 0        | 0            | 0            | 0          | 2        | 2          | 0              | 0            |
| チアゴ・メンデス           | 0    | 0        | 0            | 1            | 0          | 2        | 0          | 0              | 0            |
| ガビ                       | 0    | 0        | 0            | 0            | 0          | 6        | 3          | 1              | 0            |
| ラウール・ガルシア         | 0    | 0        | 0            | 2            | 0          | 2        | 1          | 1              | 0            |
| コケ                       | 0    | 0        | 1            | 0            | 0          | 3        | 1          | 1              | 0            |
| ビジャ                     | 0    | 0        | 0            | 0            | 2          | 6        | 6          | 1              | 0            |
| ジエゴ・コスタ             | 0    | 0        | 0            | 0            | 0          | 0        | 0          | 0              | 0            |
| アランスビア               | 0    | 0        | 0            | 0            | 0          | 0        | 0          | 0              | 0            |
| アルデルヴァイレルト       | 0    | 0        | 0            | 0            | 0          | 0        | 0          | 0              | 0            |
| マリオ・スアレス           | 0    | 0        | 0            | 0            | 0          | 0        | 0          | 0              | 0            |
| クリスティアン・ロドリゲス | 0    | 0        | 0            | 0            | 0          | 0        | 0          | 0              | 0            |
| ソサ                       | 0    | 0        | 1            | 0            | 0          | 0        | 2          | 0              | 0            |
| ジエゴ                     | 0    | 0        | 0            | 0            | 0          | 0        | 0          | 0              | 0            |
| アドリアン                 | 0    | 0        | 1            | 1            | 1          | 1        | 0          | 0              | 0            |

## 試合後
- レアル・マドリードは本試合での勝利により、大会史上初めて10回目の優勝（デシマ）を果たしたクラブチームとなった。
- カルロ・アンチェロッティ監督にとっては、2003年と2007年にACミランを率いてチャンピオンズリーグ優勝を果たして以来、三度目のチャンピオンズリーグ制覇となった。2つの異なるクラブでのチャンピオンズリーグ優勝はエルンスト・ハッペル（フェイエノールト: 1970年、ハンブルガーSV: 1983年）、オットマー・ヒッツフェルト（ボルシア・ドルトムント: 1997年、バイエルン・ミュンヘン: 2001年）、ジョゼ・モウリーニョ（FCポルト: 2004年、インテルナツィオナーレ・ミラノ: 2010年）、ユップ・ハインケス（レアル・マドリード: 1998年、バイエルン・ミュンヘン: 2013年）についで5人目となった[23]。三度目の優勝はリヴァプールFCを率いて優勝したボブ・ペイズリーについで2人目の記録となった[23]。
- マン・オブ・ザ・マッチには3人抜きで決勝点を演出したレアル・マドリードMFアンヘル・ディ・マリアが選ばれた。アルゼンチン人の受賞は2011年のリオネル・メッシ以来。試合後、インタビューで「加入以来最高のシーズンだった」と語った。
- その他、勝者レアル・マドリードはUEFAヨーロッパリーグ 2013-14王者のセビージャFCと対戦する2014 UEFAスーパーカップの出場権を獲得した他、UEFAサッカー連盟を代表して2014年12月にモロッコで開催された2014 FIFAクラブワールドカップの出場権を獲得した。

## 日本におけるテレビ中継
＜*スカパー*＞
解説：鈴木良平　実況：倉敷保雄　東京：福田正博・西岡明彦
- フジテレビ系列

＜エスタディオ・ダ・ルス＞
- - 実況:青嶋達也、解説:清水秀彦

＜東京･フジテレビ＞
- - 進行役:ジョン・カビラ、本田朋子、解説:藤田俊哉
- 日本テレビ系列（ハイライトによる録画放送）
  - 実況:鈴木健、解説:都並敏史